# Friedrich Lucae (Jurist)
Friedrich Carl August Lucae, häufig auch Lucä, (* 16. Juli 1815 in Frankfurt am Main; † 28. Februar 1859 ebenda) war ein deutscher Jurist und Schriftsteller.

## Leben
Lucea war Sohn des Anatomen Samuel Christian Lucae, besuchte zunächst die Erziehungsanstalt des Pfarrers Heinrich Bang (1774–1851) in Goßfelden bei Marburg und anschließend von 1829 bis 1835 das Städtische Gymnasium in Frankfurt. Danach ging er zum Studium der Rechtswissenschaft an die Universität Marburg. Nach einer Station an der Universität Göttingen wurde er in Marburg zum Dr. iur. promoviert.
Lucae wurde 1841 Advokat in Frankfurt. Von 1848 bis 1851 wurde er Aktuar beim Polizeigericht, 1852 beim Rechnei- und Rentenamt und schließlich ab 1854 beim Kriegszeugamt. Er trat daneben mit poetischen, historischen und politischen Schriften in Erscheinung und war Mitglied des Frankfurter Vereins für Geschichte und Alterthumskunde.
Sein Nachlass wird in der Universitätsbibliothek Frankfurt verwaltet. Er ist ein Nachkomme des Chronisten Friedrich Lucae. Der Anatom Gustav Lucae war sein Bruder.

## Werke (Auswahl)
- Poetische Lehrjahre eines deutschen Studenten, 1841.
- Ist das bisherige Bestehen und Wirken der verfassunggebenden Versammlung Frankfurts gültig?, 1849.
- Das Hermannslied, Völcker, Frankfurt am Main 1851.
- Die deutschen Kaiser in erzählenden Dichtungen zu den Gemälden des Frankfurter Kaisersaals, 1854.
- Der Chronist Friedrich Lucä. Ein Zeit- und Sittenbild aus der zweiten Hälfte des siebenzehnten Jahrhunderts, Brönner, Frankfurt am Main 1854.
- Frankfurts Chronik. Ein Beitrag zur neuesten Staats- und Cultur-Geschichte der Freien Stadt Frankfurt Das Jahr 1857, Frankfurt am Main 1858.
- Geschichte des Frankfurters Theaters, nach archivalischen Quellen bearbeitet, Frankfurt am Main 1859.